# Rhamphorhynchoidea
Rhamphorhynchoidea (ramforynchoidi) je primitivnější ze dvou skupin ptakoještěrů v rámci kladu Novialoidea. Tradičně se popisuje jako podřád, ale ve vztahu k druhému podřádu Pterodactyloidea se jedná o parafyletickou skupinu. Jsou to totiž ptakoještěři s některými primitivními znaky, ze kterých se teprve vyvinuli zástupci skupiny Pterodactyloidea. První rozeznaní zástupci rymforynchoidů se objevili ve svrchním triasu, nové druhy vznikaly po celou juru, na konci jury však většina zástupců vyhynula, pravděpodobně kvůli konkurenci nové skupiny létajících obratlovců, ptáků, a svých vývojově mladších příbuzných podřádu Pterodactyloidea. Několik zástupců tohoto podřádu nadále žilo i během křídového období, ale skupina již zdaleka nedosahovala takové diverzity, jako během jury.

## Paleobiologie
Jedná se o většinou malé ptakoještěry, někteří nepřesahovali velikost dnešního špačka. Obvykle dosahovali rozpětí křídel jen do 2,5 metru, ale mohli existovat i podstatně větší jedinci, jejichž rozpětí dosahovalo asi 10 metrů. Měli dlouhý ocas a krátký krk i preorbitální část lebky. Byli ozubení a jejich dentice naznačuje, že se živili především rybami nebo hmyzem.
V roce 2020 byl oznámen objev fosilních otisků stop pravděpodobně patřících pozdně jurským ramforynchoidům, a to na jihozápadě Francie. Jedná se o vůbec první objevené otisky stop této skupiny ptakoještěrů (mimo klad Pterodactyloidea).
Zástupce této skupiny už dnes známe také z jižních kontinentů někdejší Gondwany.

## Taxonomie
- Anurognathidae
  - Anurognathus
  - Batrachognathus
- Dimorphodontidae
  - Dimorphodon
  - Peteinosaurus
- Eudimorphodontidae
  - Eudimorphodon
  - Carniadactylus
- Rhamphorhynchidae
  - Angustinaripterus
  - Cacibupteryx
  - Campylognathoides
  - Dorygnathus
  - Odontorhynchus
  - Parapsicephalus
  - Preondactylus
  - Rhamphocephalus
  - Rhamphorhynchus
  - Scaphognathus
  - Sericipterus
  - Sordes

Incertae sedis (nejisté postavení)
- Comodactylus
- Herbstosaurus
- Nesodactylus
- Rhamphinion

Kladogram podle Unwina (2003). Rhamphorhynchoidea tvoří bazální skupinu ptakoještěrů.
```
 
Pterosauria

 |-?
Comodactylus
 
 |-?
Laopteryx
 
 |-?
Odontorhynchus
 
 |-?
Rhamphinion
 
 |-?
Preondactylus
 
 `--
Macronychoptera

    |--
Dimorphodontidae

    `--
Caelidracones

       |--
Anurognathidae

       `--
Lonchognatha

          |--
Campylognathoididae

          `--
Breviquartossa

             |--
Rhamphorhynchidae

             |  |--
Scaphognathinae

             |  `--
Rhamphorhynchinae

             `--
Pterodactyloidea
```